# Afrikanska mästerskapen i friidrott 1993
De nionde afrikanska mästerskapen i friidrott anordnades i Durban, Sydafrika under perioden 23 – 27 juni 1993. 

Tävlingar genomfördes i 22 grenar för män och 19 grenar för kvinnor. 

Sammanlagt deltog 294 friidrottare från 32 länder. 

## Resultat

### Män
100 meter

1 Daniel Effiong, Nigeria, 10,39

2 Jean-Olivier Zirignon, Elfenbenskusten, 10,53

3 Nelson Boateng, Ghana, 10,55

200 meter

1 Johan Rossouw, Sydafrika, 20,65

2 Oluyemi Kayode, Nigeria, 20,79

3 Nelson Boateng, Ghana, 21,01

400 meter

1 Kennedy Ochieng, Kenya, 45,29

2 Ibrahim Hassan, Ghana, 45,90

3 Simon Kemboi, Kenya, 46,06

800 meter

1 Sammy Langat, Kenya, 1.45,43

2 Paul Ruto, Kenya, 1.45,99

3 Arthémon Hatungimana, Burundi, 1.46,42

1 500 meter

1 David Kibet, Kenya, 3.45,67

2 Johan Landsman, Sydafrika, 3.46,03

3 Johan Fourie, Sydafrika, 3.46,22

5 000 meter

1 Simon Chemoiywo, Kenya, 13.09,68

2 Haile Gebrselassie, Etiopien, 13.10,41

3 Worku Bikila, Etiopien, 13.12,53

10 000 meter

1 William Sigei, Kenya, 27.25,23

2 Fita Bayisa, Etiopien, 27.26,90

3 Haile Gebrselassie, Etiopien, 27.30,17

3 000 meter hinder

1 Joseph Keter, Kenya, 8.22,34

2 Christopher Kosgei, Kenya, 8.24,58

3 Simretu Alemayehu, Etiopien, 8.31,51

110 meter häck

1 Kobus Schoeman, Sydafrika, 13,93

2 Moses Oyiki Orode, Nigeria, 14,21

3 Winpie Nel, Sydafrika, 14,22

400 meter häck

1 Erick Keter, Kenya, 49,38

2 Dries Vorster, Sydafrika, 49,59

3 Hamidou Mbaye, Senegal, 50,22

Höjdhopp

1 Flippie van Vuuren, Sydafrika, 2,22

2 Khemraj Naiko, Mauritius, 2,19

3 Pierre Vorster, Sydafrika, 2,13

Stavhopp

1 Okkert Brits, Sydafrika, 5,40

2 Riaan Botha, Sydafrika, 5,20

3 Brian Mardaymootoo, Mauritius, 4,60

Längdhopp

1 Obinna Eregbu, Nigeria, 8,32

2 Ayodele Aladefa, Nigeria, 8,05

3 James Sabulei, Kenya, 7,99

Tresteg

1 Toussaint Rabenala, Madagaskar, 16,72

2 Wikus Olivier, Sydafrika, 16,35

3 Paul Nioze, Seychellerna, 16,11

Kulstötning

1 Carel le Roux, Sydafrika, 18,29

2 Chima Ugwu, Nigeria, 18,07

3 Jaco Snyman, Sydafrika, 17,38

Diskuskastning

1 Mickael Conjungo, Centralafrikanska republiken, 59,92

2 Christo Kruger, Sydafrika, 54,42

3 Dawie Kok, Sydafrika, 54,08

Släggkastning

1 Hakim Toumi, Algeriet, 69,82

2 Samir Haouam, Algeriet, 63,76

3 Charlie Koen, Sydafrika, 60,46

Spjutkastning

1 Tom Petranoff, Sydafrika, 82,40

2 Phillip Spies, Sydafrika, 77,68

3 Louis Fouché, Sydafrika, 77,10

Tiokamp

1 Pierre Faber, Sydafrika, 7 164

2 Danie van Wyk, Sydafrika, 7 108

3 Hassan Farouk Sayed, Egypten, 6 770

Gång 20 km landsväg

1 Getachew Demisse, Etiopien, 1:28.56

2 Chris Britz, Sydafrika, 1:29.28

3 Riecus Blignouat, Sydafrika, 1:30.55

Stafett 4 x 100 meter 

1 Ghana, 39,53

2 Nigeria, 39,97

3| Sydafrika, 40,25

Stafett 4 x 400 meter 

1 Kenya, 3.03,10

2 Nigeria, 3.06,03

3 Senegal, 3.06,38

### Kvinnor
100 meter

1 Beatrice Utondu, Nigeria, 11,39

2 Elinda Vorster, Sydafrika, 11,45

3 Christy Opara-Thompson, Nigeria, 11,60

200 meter

1 Mary Onyali, Nigeria, 22,71

2 Yolanda Steyn, Sydafrika, 23,22

3 Evette de Klerk, Sydafrika, 23,29

400 meter

1 Tina Paulino, Moçambique, 51,82

2 Emily Odoemenam, Nigeria, 52,26

3 Aïssatou Tandian, Senegal, 53,00

800 meter

1 Maria de Lurdes Mutola, Moçambique, 1.56,36

2 Gladys Wamuyu, Kenya, 2.01,24

3 Ilse Wicksell, Sydafrika, 2.03,75

1 500 meter

1 Elana Meyer, Sydafrika, 4.12,56

2 Gwen Griffiths, Sydafrika, 4.13,17

3 Getenesh Urge, Etiopien, 4.13,68

3 000 meter

1 Gwen Griffiths, Sydafrika, 9.13,92

2 Merima Denboba, Etiopien, 9.14,48

3 Hellen Chepngeno, Kenya, 9.14,49

10 000 meter

1 Berhane Adere, Etiopien, 32.48,52

2 Lydia Cheromei, Kenya, 32.54,55

3 Fatuma Roba, Etiopien, 32.55,32

100 meter häck

1 Nicole Ramalalanirina, Madagaskar, 13,32

2 Taiwo Aladefa, Nigeria, 13,50

3 Annemarie le Roux, Sydafrika, 13,74

400 meter häck

1 Omotayo Akinremi, Nigeria, 57,59

2 Lana Uys, Sydafrika, 57,60

3Karen Swanepoel, Sydafrika, 58,23

Höjdhopp

1 Charmaine Weavers, Sydafrika, 1,90

2 Lucienne N'Da, Elfenbenskusten, 1,86

3 Desiré du Plessis, Sydafrika, 1,80

Längdhopp

1 Christy Opara-Thompson, Nigeria, 6,57

2 Beatrice Utondu, Nigeria, 6,44

3 Hiwot Sisay, Etiopien, 6,23

Trestegshopp

1 Petrusa Swart, Sydafrika, 12,95

2 Béryl Laramé, Seychellerna, 12,20

3 Sonya Agbéssi, Benin,  12,02

Kulstötning

1 Louise Meintjies, Sydafrika, 14,66

2 Elizabeth Olaba, Kenya, 14,42

3 Luzanda Swanepoel, Sydafrika, 14,23

Diskuskastning

1 Lizette Etsebeth, Sydafrika, 54,16

2 Nanette van der Walt, Sydafrika, 51,58

3 Sandra Willms , Sydafrika, 50,56

Spjutkastning

1 Liezl Roux, Sydafrika, 48,24

2 Rhona Dwinger, Sydafrika, 47,60

3 Michelle Bradbury, Sydafrika, 43,92

Sjukamp

1 Chrisna Oosthuizen, Sydafrika, 5 339

2 Maralize Visser, Sydafrika, 5 159

3 Caroline Kola, Kenya, 4 925

Gång 5 000 meter bana

1 Dounia Kara, Algeriet, 24.33,56

2 Amsale Yakobe, Etiopien, 24.39,04

3 Felicita Falconer, Sydafrika, 25.32,68

Stafett 4 x 100 meter 

1 Nigeria, 43,49

2  Madagaskar, 44,93

3 Sydafrika, 45,15

Stafett 4 x 400 meter 

1 Nigeria, 3.33,21

2 Sydafrika, 3.37,24

3 Ghana, 3.39,66

## Medaljfördelning
| Plac | Nation                       |    |    |    | Totalt |
| ---- | ---------------------------- | -- | -- | -- | ------ |
| 1    | Sydafrika                    | 15 | 16 | 19 | 50     |
| 2    | Nigeria                      | 8  | 9  | 1  | 18     |
| 3    | Kenya                        | 8  | 5  | 4  | 17     |
| 4    | Etiopien                     | 2  | 4  | 6  | 12     |
| 5    | Algeriet                     | 2  | 1  | 0  | 3      |
|      | Madagaskar                   | 2  | 1  | 0  | 3      |
| 7    | Moçambique                   | 2  | 0  | 0  | 2      |
| 8    | Ghana                        | 1  | 1  | 3  | 5      |
| 9    | Centralafrikanska republiken | 1  | 0  | 0  | 1      |
| 10   | Elfenbenskusten              | 0  | 2  | 0  | 2      |
| 11   | Seychellerna                 | 0  | 1  | 1  | 2      |
|      | Mauritius                    | 0  | 1  | 1  | 2      |
| 13   | Senegal                      | 0  | 0  | 3  | 3      |
| 14   | Egypten                      | 0  | 0  | 1  | 1      |
|      | Benin                        | 0  | 0  | 1  | 1      |
|      | Burundi                      | 0  | 0  | 1  | 1      |